# Forces armées turkmènes
Les forces armées turkmènes consistent en une force terrestre, une force aérienne, des forces navales, une garde nationale et des troupes frontalières.

## Histoire
Elles furent fondées en 1992 après la dissolution de l'URSS et ses quartiers-généraux sont situés à Achgabat. Le commandant en chef en est le président Gurbanguly Berdimuhamedow depuis 2007. Achgabat a maintenu une politique
de neutralité depuis 1995 et a confirmé cet engagement dans sa doctrine militaire de 2016. Celle-ci visait à accroître la capacité défensive des forces armées afin de sauvegarder les intérêts nationaux et l'intégrité territoriale du pays.
Elles disposaient de 22 000 personnels actifs (18 500 dans l'armée de terre, 3 000 dans la force aérienne et 500 dans les forces navales) et d'un budget de 198 millions de dollars, soit 3,4 % du PNB en 2012. En 2023 elles comptent 36 500 personnels actifs (33 000dans l'armée de terre, 3 000 dans la force aérienne et 500 dans les forces navales).
Selon Jane's Information Group, en 2009, les forces armées de ce pays seraient mal entretenues et mal financées, même au regard des standards d'Asie centrale.
Depuis la chute du gouvernement Afghan en 2021 les forces armées sont soumises à de plus en plus de tensions car ils possèdent une frontière commune avec l'Afghanistan de 744 km dans une région très montagneuse, désertique et difficile d'accès. Il y a eu de nombreux incidents à la frontière qui ont fait plusieurs morts mais le gouvernement ne communique presque jamais sur les incidents frontaliers il est donc difficile d'avoir des informations exactes.
En 2014 deux affrontements ont été recensés qui ont provoqué la mort d'au moins 4 soldats turkmènes. En outre, en mai 2016, la publication "Alternative News of Turkménistan" a rapporté que 27 militaires turkmènes avaient été tués lors d'affrontements à la frontière turkmène-afghane. En 2018 il est rapporté que 18 militaires, dont un major et un lieutenant, sont morts au Turkménistan. En 2018 selon des journalistes Turkmènes un affrontement contre des dealers de drogue afghans aurait fait 25 morts parmi les gardes-frontières. En janvier 2022 un affrontement a eu lieu à la frontière entre des talibans et des gardes-frontières Turkmènes. Selon les talibans, 4 gardes-frontières seraient morts pendant les combats, mais il n'y a aucune confirmation à ce jour,,,,.

## Conseil de sécurité d'État
Le conseil de sécurité d'État organe de décision de la Défense le plus important du pays. Son rôle est défini par la loi de 1995 portant sur la Défense instituée par le Président.

## Force terrestre

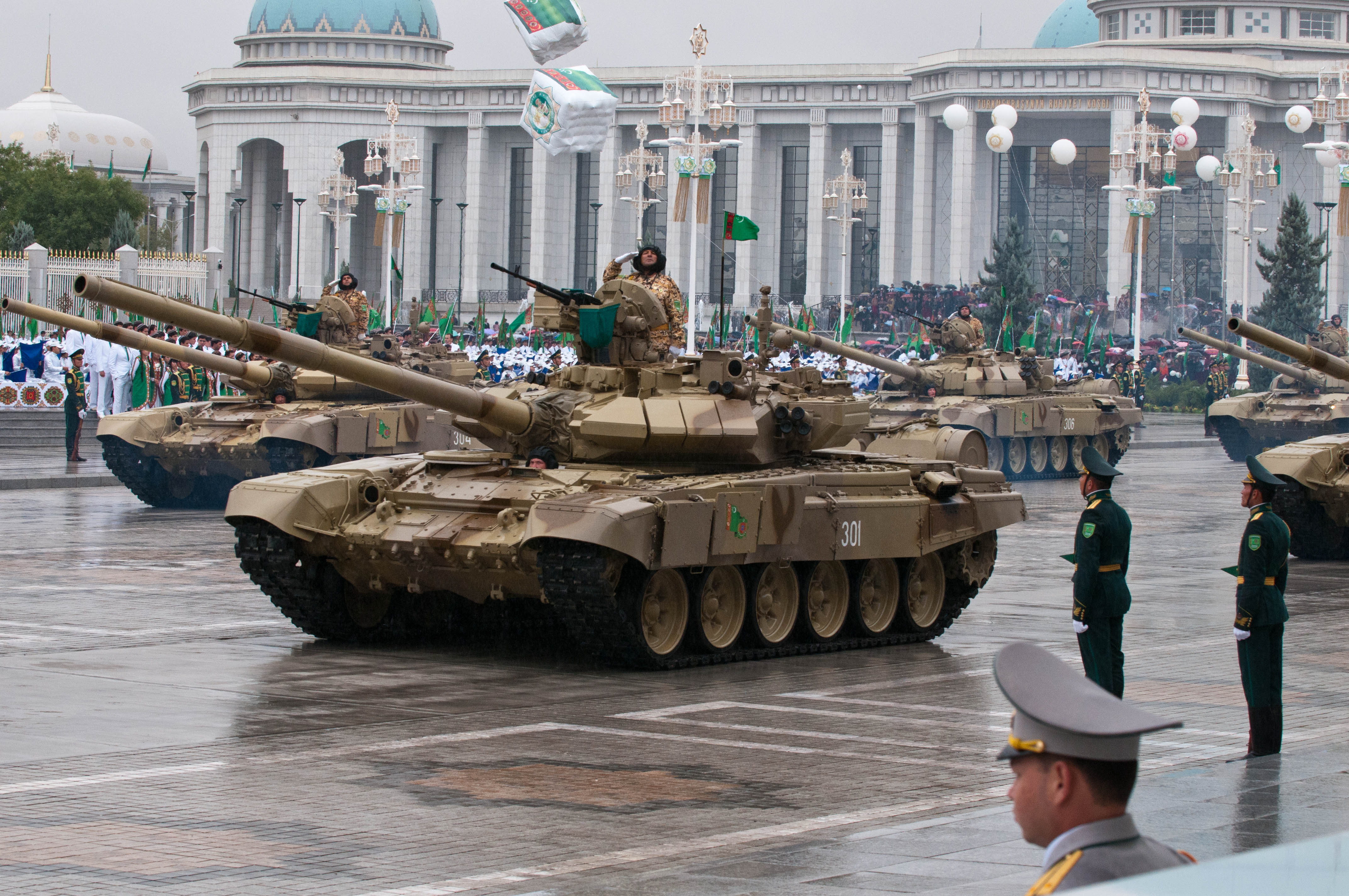
T-90 et T-72 de l'armée de terre turkmène lors d'une parade le jour de l'Indépendance, 27 octobre 2011.

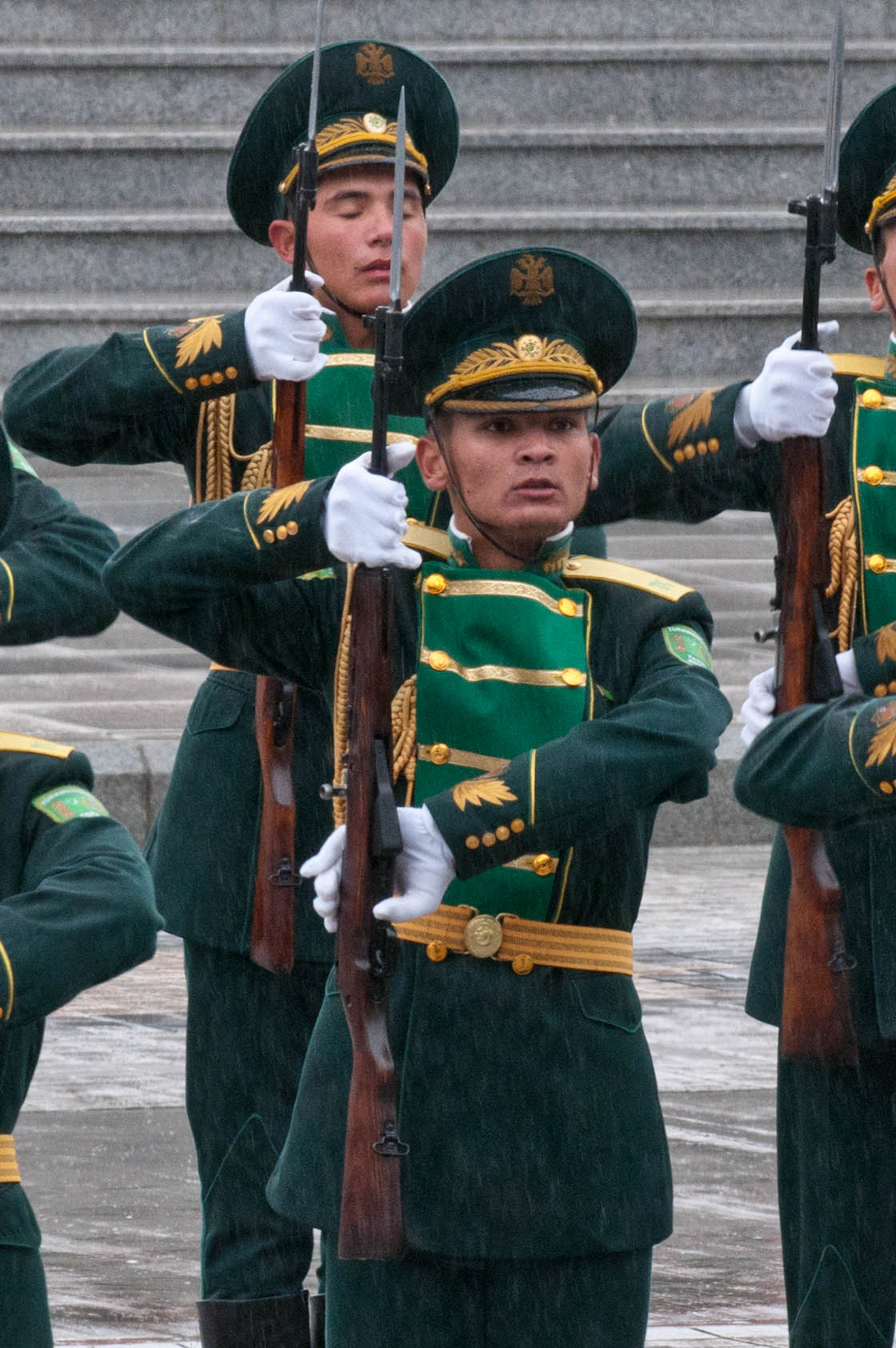
Unités de la garde d'honneur turkmène lors de la célébration du de l'indépendance nationale.

Son équipement, tout comme l'infanterie, est en grande partie hérité des unités de l'Armée rouge stationnées sur le territoire turkmène après l'effondrement de l'URSS en 1991. Depuis la chute de l'Union le Turkménistan a fait peu d'achats de matériels neufs. Pour l'armée de terre se sont principalement des véhicules blindés d'origine russe, turque et émiratis qui ont été effectués.
| Type                                       | Modèle                        | Origine                   | Quantité en 2023         | Remarques                                                  |
| Char de combat principal                   | Char de combat principal      | Char de combat principal  | Char de combat principal |                                                            |
| ------------------------------------------ | ----------------------------- | ------------------------- | ------------------------ | ---------------------------------------------------------- |
| Char de combat principal                   | T-90S                         | Russie                    | 4                        |                                                            |
| Char de combat principal                   | T-72T / T-72UMG               | Union soviétique / Russie | 650                      |                                                            |
| Véhicule blindé                            |                               |                           |                          |                                                            |
| Véhicule de combat d'infanterie            | BMP-1/M/UM                    | Union soviétique          | 600                      |                                                            |
| Véhicule de combat d'infanterie            | BMP-2 BMP-2D                  | Union soviétique / Russie | 430 4                    |                                                            |
| Véhicule de combat d'infanterie            | BMP-3                         | Union soviétique / Russie | 4                        |                                                            |
| Véhicule de combat d'infanterie            | BTR-80A BTR-80 Grom           | Union soviétique / Russie | 4 4                      |                                                            |
| Véhicule de combat d'infanterie            | Lazar 3                       | Serbie                    | 2                        | En dotation pour les troupes internes                      |
| Véhicule de combat d'infanterie aéroportée | BMD-1                         | Union soviétique          | 8                        |                                                            |
| Véhicule de reconnaissance                 | BRDM-2                        | Union soviétique          | 200                      |                                                            |
| Véhicule de reconnaissance                 | BRM-1                         | Union soviétique          | 60                       |                                                            |
| Véhicule de reconnaissance                 | Nimr Ajban                    | Émirats arabes unis       | N/C                      |                                                            |
| Véhicule blindé de transport de troupes    | BTR-60                        | Union soviétique          | 120                      |                                                            |
| Véhicule blindé de transport de troupes    | BTR-70                        | Union soviétique          | 300                      |                                                            |
| Véhicule blindé de transport de troupes    | BTR-80                        | Union soviétique          | 450                      |                                                            |
| Véhicule de patrouille blindé              | Kirpi                         | Turquie                   | 32                       | Dont 4 pour les gardes frontières                          |
| Véhicule de patrouille blindé              | Titan DS                      | Émirats arabes unis       | 14                       | Dont 5 pour les troupes internes                           |
| Véhicule de patrouille blindé              | Kamaz Typhoon-63968           | Russie                    | N/C                      |                                                            |
| Véhicule de patrouille blindé              | Survivor II (en)              | Allemagne / Autriche      | 4                        | En dotation pour les troupes internes                      |
| Véhicule de patrouille blindé              | Plasan Stormrider             | Israël                    | 8                        | En dotation pour les troupes internes et gardes frontières |
| Véhicule de patrouille blindé              | Cobra                         | Turquie                   | 6                        | En dotation pour les gardes frontières                     |
| Véhicule anti chars                        | 9P122 Malyutka-M              | Union soviétique          | 8                        |                                                            |
| Véhicule anti chars                        | 9P133 Malyutka-P              | Union soviétique          | 8                        |                                                            |
| Véhicule anti chars                        | 9P148 Konkurs                 | Union soviétique          | 2                        |                                                            |
| Véhicule anti chars                        | 9P149 Shtourm                 | Union soviétique          | 36                       |                                                            |
| Artillerie                                 |                               |                           |                          |                                                            |
| Obusier automoteur                         | 2S1 Gvozdika                  | Union soviétique          | 40                       |                                                            |
| Obusier                                    | D-30                          | Union soviétique          | 350                      |                                                            |
| Obusier                                    | M-46                          | Union soviétique          | 6                        |                                                            |
| Obusier                                    | D-1                           | Union soviétique          | 17                       |                                                            |
| Obusier                                    | D-20                          | Union soviétique          | 72                       |                                                            |
| Obusier                                    | 2A36 Guiatsint-B              | Union soviétique          | 6                        |                                                            |
| Obusier                                    | 2A65 Mtsa-B                   | Union soviétique          | 6                        |                                                            |
| Mortier / obusier                          | 2S9 NONA-S                    | Union soviétique          | 17                       |                                                            |
| Lance roquettes multiple                   | BM-21 Grad BM-21A 9P138       | Union soviétique          | 18 74 4                  | Dont 4 BM-21A pour les gardes frontières                   |
| Lance roquettes multiple                   | RM-70                         | Tchécoslovaquie           | N/C                      |                                                            |
| Lance roquettes multiple                   | BM-27 Ouragan                 | Union soviétique          | 60                       |                                                            |
| Lance roquettes multiple                   | BM-30 Smerch                  | Union soviétique          | 6                        |                                                            |
| Mortier                                    | Mortier 81 mm                 | Union soviétique          | 31                       |                                                            |
| Mortier                                    | M1938 (en)                    | Union soviétique          | 66                       |                                                            |
| Missile balistique                         | 9K72 Elbrus (en)              | Union soviétique          | 16                       |                                                            |
| Canon anti chars                           | MT-12 Rapira                  | Union soviétique          | 60                       |                                                            |
| Défense aérienne                           |                               |                           |                          |                                                            |
| MANPADS / SATCP                            | 9K38 Igla                     | Union soviétique          | N/C                      |                                                            |
| MANPADS / SATCP                            | 9K32M Strela-2M 9K34 Strela-3 | Union soviétique          | N/C                      |                                                            |
| MANPADS / SATCP                            | Mistral                       | France                    | N/C                      |                                                            |
| MANPADS / SATCP                            | QW-2                          | Chine                     | N/C                      |                                                            |
| Missile sol-air courte portée              | 9K33 Osa                      | Union soviétique          | 40                       |                                                            |
| Missile sol-air courte portée              | 9K35 Strela-10                | Union soviétique          | 13                       |                                                            |
| Missile sol-air courte portée              | FM-90                         | Chine                     | N/C                      |                                                            |
| Missile sol-air courte portée              | 2K12 Koub                     | Union soviétique          | N/C                      |                                                            |
| Canon anti aérien automoteur               | ZSU-23-4 Shilka               | Union soviétique          | 48                       |                                                            |
| Canon anti aérien                          | ZU-23-2                       | Union soviétique          | N/C                      |                                                            |
| Canon anti aérien                          | S-60                          | Union soviétique          | 22                       |                                                            |

### Équipement individuel
- Makarov PM ;
- AK-74 ;
- AKM ;
- AK-47 ;
- Beretta ARX 160 ;
- RPK ;
- PKM ;
- SVD ;
- NSV ;
- DShK ;
- RPG-7 ;
- RPG-18 ;
- RPG-22 ;
- GP-25 ;
- SPG-9.

## Force aérienne

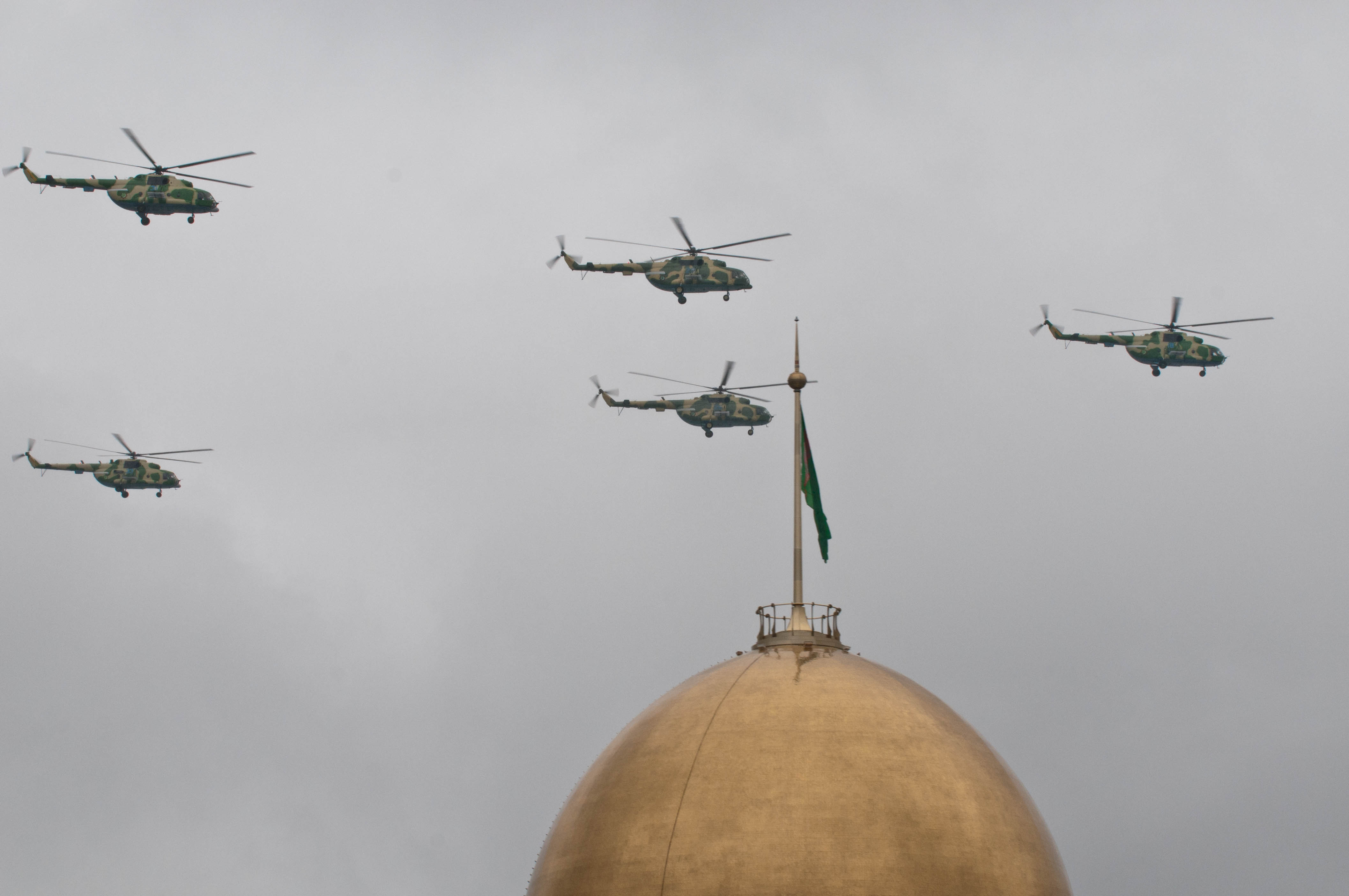
Hélicoptères Mil Mi-8 de la force aérienne turkmène survolant le palais présidentiel du Turkménistan lors d'une parade le jour de l'Indépendance, 27 octobre 2011.

3 000 personnels actifs et 94 aéronefs opérationnels (sur 120) selon l'IISS en 2012. En 2023 l'institut estime que le Turkménistan dispose de 65 aéronefs prêt au combat.
| Modèle                            | Origine                   | Type                            | Versions         | En service en 2012 | En service en 2023 | Notes                             |
| Avion de chasse                   | Avion de chasse           | Avion de chasse                 | Avion de chasse  | Avion de chasse    | Avion de chasse    | Avion de chasse                   |
| --------------------------------- | ------------------------- | ------------------------------- | ---------------- | ------------------ | ------------------ | --------------------------------- |
| Mikoyan-Gourevitch MiG-29 Fulcrum | Union soviétique          | chasse                          | MiG-29 MiG-29UB  | 22 2               | 22 2               |                                   |
| Avion d'attaque au sol            |                           |                                 |                  |                    |                    |                                   |
| Soukhoï Su-25 Frogfoot            | Union soviétique          | soutien aérien                  | Su-25 Su-25MK    | 43                 | 19 12              |                                   |
| Embraer EMB 314                   | Brésil                    | soutien aérien                  | Super Tucano     |                    | 5                  |                                   |
| Avion de transport                |                           |                                 |                  |                    |                    |                                   |
| Antonov An-24 Coke                | Union soviétique          | transport de troupes            | An-24            | 1                  | 2                  |                                   |
| Antonov An-26                     | Union soviétique          | transport                       | An-26 Curl       |                    | 1                  |                                   |
| Alenia C-27J Spartan              | Italie                    | transport                       | C-27J            |                    | 2                  |                                   |
| Avion d'entraînement              |                           |                                 |                  |                    |                    |                                   |
| Aero L-39 Albatros                | Tchécoslovaquie           | entraînement                    | L-39             | 2                  | 2                  |                                   |
| Aermacchi M-346                   | Italie                    | entraînement                    | M-346FA          |                    | 5                  |                                   |
| Hélicoptère d'attaque             |                           |                                 |                  |                    |                    |                                   |
| Mil Mi-24 Hind                    | Union soviétique          | attaque                         | Mi-24P           | 10                 | 10                 |                                   |
| Hélicoptère de transport          |                           |                                 |                  |                    |                    |                                   |
| Mil Mi-8 Hip                      | Union soviétique          | transport/attaque               | Mi-8 Hip         | 8                  | 6                  |                                   |
| Mil Mi-17                         | Russie                    | transport/attaque               | Mi-17V-V Hip     |                    | 2                  |                                   |
| Agusta A.109                      | Italie                    | transport/attaque               | AW109            |                    | 6                  | Dont 3 pour les gardes frontières |
| AgustaWestland AW139              | Italie                    | transport/attaque               | AW139            |                    | 4                  | Dont 2 pour les gardes frontières |
| Armements aérien                  |                           |                                 |                  |                    |                    |                                   |
| Vympel R-60                       | Union soviétique / Russie | Missile air-air à courte portée | N/C              | N/C                | N/C                |                                   |
| Vympel R-73                       | Union soviétique / Russie | Missile air-air à courte portée | N/C              | N/C                | N/C                |                                   |
| MAM-C                             | Turquie                   | Bombe guidée                    | N/C              | N/C                | N/C                |                                   |
| MAM-L                             | Turquie                   | Bombe guidée                    | N/C              | N/C                | N/C                |                                   |
| CM-502KG (en)                     | Chine                     | Missile air-sol                 | N/C              | N/C                | N/C                |                                   |
| AR-1                              | Chine                     | Missile air-sol                 | N/C              | N/C                | N/C                |                                   |
| Drones                            |                           |                                 |                  |                    |                    |                                   |
| CASC Rainbow                      | Chine                     | Drone de combat/reconnaissance  | CH-3A            |                    | N/C                |                                   |
| CASIC WJ                          | Chine                     | Drone de combat/reconnaissance  | WJ-600           |                    | N/C                |                                   |
| Baykar Bayraktar TB2              | Turquie                   | Drone de combat/reconnaissance  | TB2              |                    | 3                  |                                   |
| Selex ES Falco (en)               | Italie                    | Drone de reconnaissance         | Falco            |                    | 3                  |                                   |
| Aeronautics Defense Orbiter       | Israël                    | Drone de reconnaissance         | Orbiter-2        |                    | N/C                |                                   |
| Elbit Skystriker                  | Israël                    | Drone kamikaze                  | Skystriker       |                    | N/C                |                                   |
| Défense aérienne                  |                           |                                 |                  |                    |                    |                                   |
| 2K11 Kroug                        | Union soviétique          | Missile longue portée           |                  |                    | 2                  |                                   |
| HQ-22                             | Chine                     | Missile longue portée           | FD-2000          |                    | 4                  |                                   |
| S-200                             | Union soviétique          | Missile longue portée           | S-200 Angara     |                    | 12                 |                                   |
| S-125                             | Union soviétique          | Missile moyenne portée          | S-125 Pechora-2M |                    | 4                  |                                   |
| HQ-12                             | Chine                     | Missile moyenne portée          | KS-1A            |                    | 4                  |                                   |
| S-125                             | Union soviétique          | Missile courte portée           | S-125M1          |                    | 12                 |                                   |

## Forces navales

Drapeau des forces navales turkmènes.

700 personnels actifs et 16 patrouilleurs (en 2009 selon Jane's) ou 6 selon le Service de recherche du Congrès. Base navale de Türkmenbaşy.
Le Turkménistan a acquis 4 bateaux lance-missiles en 2011 et a annoncé en 2012 mener ses premiers exercices navals en mer Caspienne (du nom de code Khazar-2012), ceux-ci intervenant après une discorde avec l'Azerbaïdjan à propos des champs pétrolifère en mer Caspienne.